# Good Girl (Reality show)
Good Girl: Who Robbed The Station (hangul: 굿걸 : 누가 방송국을 털었나), simplesmente conhecido como Good Girl, é um programa de televisão que foi ao ar nas quinta-feiras às 23:00 (KST) na Mnet de 14 de maio de 2020 à 2 de julho de 2020.

## Visão geral
Artistas populares de hip-hop e R&B da Coreia do Sul se reúnem para competir em equipe contra outros músicos sul-coreanos e ganhar um prêmio em dinheiro.

## Temporadas
| Temporada | Temporada | Episódios | Episódios | Originalmente exibido | Originalmente exibido | Originalmente exibido |
| Temporada | Temporada | Episódios | Episódios | Estreia da temporada  | Final da temporada    | Emissora              |
| --------- | --------- | --------- | --------- | --------------------- | --------------------- | --------------------- |
|           | 1         | 8         | 8         | 14 de maio de 2020    | 2 de junho de 2020    | Mnet                  |